# Amerikaanse presidentsverkiezingen 1896
De Amerikaanse presidentsverkiezingen van 1896 gingen tussen de Republikeinse kandidaat William McKinley en de Democraat William Jennings Bryan.

## Nominaties
De Republikeinse Partij kwam bijeen voor haar conventie in Saint Louis alwaar William McKinley als kandidaat voor het hoogste ambt van het land werd gekozen. Als oud-gouverneur van Ohio had hij de steun van de senator van die staat John Sherman en van de ondernemer Mark Hannah, die voorzitter werd van de partij en leider van de campagne. Hij werd in Washington gezien als de "kingmaker" van McKinley. Garret Hobart werd de Republikeinse kandidaat voor het vicepresidentschap.
De Democraten nomineerden in Chicago William Jennings Bryan, met zijn 36 jaar de jongste kandidaat voor het presidentschap in de Amerikaanse geschiedenis. Arthur Sewall werd zijn running mate.
De Populist Party steunde de nominatie van Bryan eveneens, maar koos haar eigen vicepresidentskandidaat: Thomas Edward Watson.
Het Democratische platform, dat het beleid van president Grover Cleveland deels afwees, zorgde voor een splitsing in de partij. Cleveland werd kandidaat voor de Nationale Democratische Partij.

## Presidentskandidaten

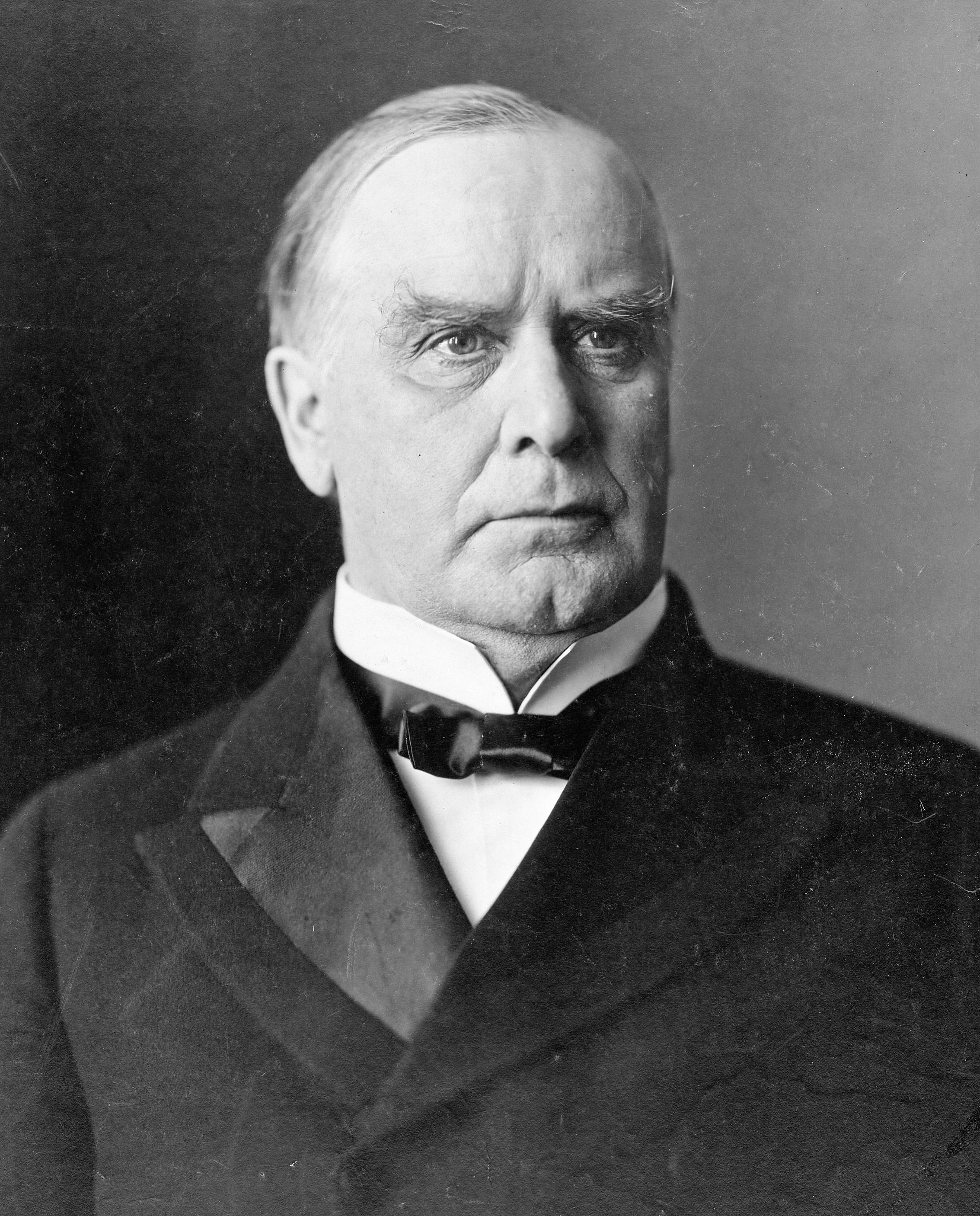
Voormalig Gouverneur William McKinley uit Ohio Republikeinse Partij
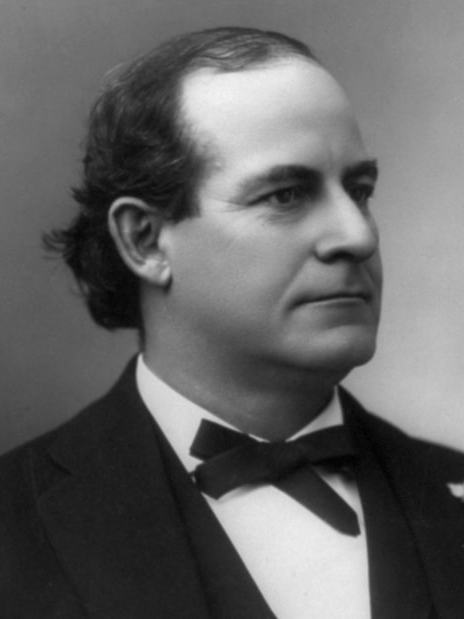
Voormalig Afgevaardigde William Jennings Bryan uit Nebraska Democratische Partij

- Voormalig 
 Gouverneur 
 William McKinley 
 uit Ohio 
 Republikeinse Partij
- Voormalig 
 Afgevaardigde 
 William 
 Jennings Bryan 
 uit Nebraska 
 Democratische Partij

### Vicepresidentskandidaten

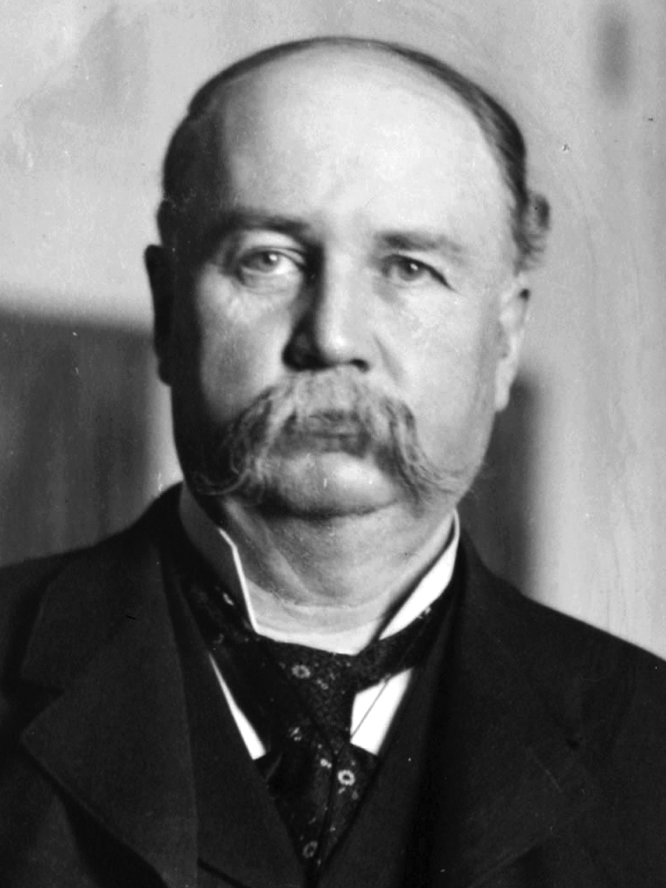
Advocaat Garret Hobart uit New Jersey Republikeinse Partij
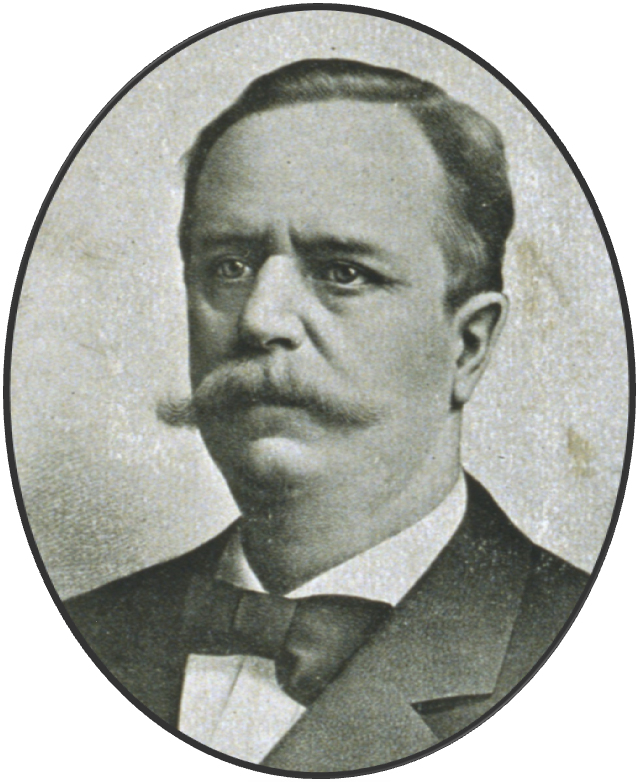
Ondernemer Arthur Sewall uit Maine Democratische Partij

## Campagne
Het belangrijkste vraagstuk tijdens de campagne was de gouden standaard en de vraag of de nationale munteenheid hierop gebaseerd zou blijven. In een breuk met het beleid van president Cleveland koos de Democratische Partij ervoor de gouden standaard te verlaten en samen met de Populisten pleitten zij voor een op zilver gebaseerde dollar om zo de inflatie op te drijven hetgeen de agrarische sector moest beschermen. McKinley daarentegen steunde de gouden standaard en kreeg daardoor veel steun in de geïndustrialiseerde staten.
De Republikeinse kandidaat koos ervoor om, zoals gebruikelijk was in de Amerikaanse politiek in de 19e eeuw, niet persoonlijk op reis te gaan, maar voor zijn eigen huis toespraken te houden. Per trein werden kiezers vervoerd om zijn redevoeringen aan te horen. Ook wisten de Republikeinen 3,5 miljoen dollar aan gelden op te halen voor hun campagne, een grote som voor die tijd. Bryan daarentegen had veel minder geld ter beschikking en hij reisde veelvuldig rond om de kiezers persoonlijk te ontmoeten. Met name in het middenwesten van het land hield hij vele honderden toespraken.

## Uitslag
McKinley kreeg met name steun uit de industrieel sterke staten van het noord- en midden-westen, terwijl Bryan vooral in agrarische staten van het zuiden en westen zijn steun behaalde. De uitslag was uiteindelijk een duidelijke overwinning voor McKinley, die 7,1 miljoen stemmen tegenover 6,5 miljoen voor Bryan behaalde. In het kiescollege kreeg de Republikeinse kandidaat 271 van de 447 kiesmannen achter zich. Na twee niet aaneengesloten termijnen voor Cleveland luidde McKinleys zege weer een langere periode van Republikeinse presidenten in.
| Naam                   | Partij               | Running mate  | Thuisstaat | Kiesmannen | Gewonnen staten | Aantal stemmen | Percentage |
| ---------------------- | -------------------- | ------------- | ---------- | ---------- | --------------- | -------------- | ---------- |
| William McKinley       | Republikeinse Partij | Garret Hobart | Ohio       | 271        | 23              | 7.112.138      | 51,0%      |
| William Jennings Bryan | Democratische Partij | Arthur Sewall | Nebraska   | 176        | 22              | 6.510.807      | 46,7%      |
| Overige                | -                    | -             | -          | 0          | 0               | 315.729        | 2,3%       |
| Totaal                 | Totaal               | Totaal        | Totaal     | 447        | 45              | 13.938.674     | 100,0%     |

Voetnoot: De Democratische vicepresidentskandidaat kreeg 149 kiesmannen achter zich, terwijl Watson, de Populistische running mate van Bryan, er 27 kreeg toebedeeld